# イン・ザ・ムード
「イン・ザ・ムード」（In the Mood）は、ウィンギー・マノン、アンディー・ラザフ、ジョー・ガーランドが作曲したスウィング・ジャズの楽曲であり、ジャズ・スタンダードである。1939年にグレン・ミラー楽団の演奏によりヒットしたことでも知られ、同楽団の代表曲になっている。

## 解説
サクソフォーンによるメイン・フレーズ、エンディングのトランペットのフレーズなど、全般にわたる華やかな曲調がビッグバンドの代表的な楽曲として知られている。曲の中ではクライド・ハーリーのトランペットがフィーチャーされている。
テーマのフレーズは、元々は1930年にトランペット奏者のウィンギー・マノンが作曲した "Tar Paper Stomp" のものであるとされる。公共放送NPRは同曲を「20世紀アメリカの最も重要な100曲」に選んでいる。グレン・ミラー楽団による大ヒットの後、レコード会社から著作権について争わないことを条件に、ミラーに対して解決金が支払われたという。

## カヴァー
アンドリュー・シスターズ、デューク・エリントン、ベニー・グッドマン、ブライアン・セッツァー（曲名は「ゲッティン・イン・ザ・ムード」。アルバム『ヴァヴーム!』に収録）、ビル・ヘイリー&コメッツ、シカゴもカヴァーしたことでも有名である。

## 主な使用例

### ロック
- 愛こそはすべて（1967年） - ザ・ビートルズの楽曲。エンディング部分にこの曲の冒頭がサックスで演奏されている。

### 映画
- 瀬戸内少年野球団(1984) - 阿久悠による独自の歌詞を付け、クリスタルキングが歌った「瀬戸内行進曲 (IN THE MOOD)」が流れた。
- スウィングガールズ(2004) - 劇中に登場する高校生によるスウィングジャズビッグバンド「Swing Girls and a Boy」のメンバーを演じた17名の俳優たちが実際に演奏した。
- マスク(1994)
- ファミリー・ゲーム(1998)
- つきせぬ想い(1993)
- 1941(1979)

### テレビドラマ
- 嫌われ松子の一生（TBS系、2006年）

### その他のテレビ番組
- ひらけ!ポンキッキ（フジテレビ系） - ミニコーナー（スポット）
- Eスポーツ（北海道放送）
- ウソップランド（テレビ朝日系） - オープニング・エンディング
- なるほど!ザ・ワールド（フジテレビ系） - トランプマン登場曲
- 七人のHOTめだま（フジテレビ系） - 番組テーマ

### その他
- レッドロブスター - 1990年代前半のCM曲に使用
- シングル「いつまでも響くこのmelody」（mihimaru GT） - この曲をサンプリングして使用。歌詞の最後に「イン・ザ・ムード」という言葉を使用
- イオン(AEON)、イオンスタイル(AEONSTYLE)のクリーンタイムBGMにイン・ザ・ムードを使用
- ビッグバンドビート - 東京ディズニーランドのエンターテイメントショー。2006年から2016年までの公演で歌唱されていた